# Pirjo Muranen
Pirjo Muranen, född Manninen 8 mars 1981 i Rovaniemi är en finsk längdskidåkare.
Muranen var en utpräglad sprintåkare och har tre mästerskapsmedaljer i sprint. Hon vann fem individuella världscupstävlingar och tog ytterligare tio pallplatser, alla i sprint. 2011 avslutade hon sin karriär.
När hon på hemmaplan i skid-VM i Lahtis 2001 vann sitt första VM-guld gjorde hon det som den första junioren någonsin.
Pirjo Muranen är syster till Hannu Manninen som tävlar i nordisk kombination.